# Сенсація (фільм, 2006)
«Сенсація» (англ. Scoop) — британська романтична комедія, трилер знята в 2006 році Вуді Алленом. Головні ролі виконали такі зірки як Г'ю Джекмен, Скарлет Йохансон та Вуді Аллен. Рейтинг PG-13 від MPAA.

## Сюжет
Фільм починається зі сцени, в якій пливе корабель, на кормі якого зібралися мовчазні люди, а на носі стоїть Смерть у чорному балахоні і з косою в руках. Журналіст Джо Стромбл, оглядаючись на всі боки, пропонує Смерті хабар, але та не реагує. Тут з Джо вступає в розмову якась леді, яка розкриває йому страшну таємницю: швидше за все, загадковий «Вбивця з колодою карт Таро», що тероризує Лондон, і син лорда Лаймана, Пітер, у якого ця леді працювала секретаркою — одна й та сама особа. Леді підозрює, що її отруїли відразу після того, як вона запідозрила Пітера в зв'язку з вбивствами. Джо Стромбл розуміє, що в його руках найбільша сенсація, однак він мертвий і нічого не в змозі зробити. Він тихо підбирається до борту корабля і зістрибує в темну воду.
Сондра Пранскі (Скарлет Йохансон) — гарна, проте трохи незграбна американська журналістка, яка навчється в коледжі і приїхала на канукули до Лондона. Сондра приходить на виступ мага Сіда Вотерсмана (Вуді Аллен), на прізвисько «Сплендіні(Чудіні)», і погоджується виступити з ним в ролі асистентки. Перебуваючи в кабіні «Дематеріалізатора», Пранскі зустрічає привид Стромбела, який втік від смерті, щоб повідомити когось про підозри Лаймана у вбивствах, і просить її розслідувати цю справу. Сондра разом із Сідом вирішує проникнути в привілейований світ Пітера Лаймана (Г'ю Джекмен) та дізнатися, чи він дійсно є серійним убивцею.
Сондра знайомиться з Лайманом у басейні, вдаючи, що тоне. Коли він рятує її, вона знайомиться з ним, як Джейд Спенс, дочка багатого нафтового магната з Палм-Біч. Сід вдає з себе її батька і вони починають знайомство з родиною Лайманів. Сондра вважає Лаймана винним, проте Сід не бачить для того жодних підстав. Події розвиваються і Лайман закохується в Сондру. Тим часом, Сід починає підозрювати Лаймана. Він помічає все більше і більше невідповідностей, особливо після того, як він і Сондра знаходять колоду Таро, приховану під французьким рогом у сховищі. Сід переконує Сондру написати статтю про причетність Лаймана до вбивств, але редактор газети відмовляється друкувати історію через відсутність доказів.
Незабаром, поліція заарештовує реального «вбивцю з колодою Таро». Сондра рада, що її підозри були марними. Тим часом стосунки між Лайманом і Сондрою продовжуються, вони планують провести вихідні у заміській садибі Лайманів. Проте, Сід підозрює, що Пітер використав карти Таро, щоб приховати вбивство котре вчинив. Він вважає, що Лайман вбив повію Беті Гібсон, через те що та його шантажувала.
Тим часом фільм наближається до своєї кульмінації, Сід вривається в сховище Лаймана, щоб цього разу знайти ключ від квартири Беті Гібсон. Тим часом, під час прогулянки на каное по озері Лайман зізнається Сондрі, що він убив Беті, аби не дозволити їй більше його шантажувати, і він використовував почерк вбивці з колодою карт Таро. Пітер зауважує, що за іронією долі він вперше зустрівся з Сондрою, коли та тонула і тепер вона має дійсно потонути. Він планував убити Сіда пізніше. Ця сцена переривається моментами з Сідом, який скажено жене машину, щоб врятувати Сондру.
Після зізнань, Пітер кидає Сондру в озеро. Потім він викликає поліцію. Коли вони розпитують його, він розповідає їм про те, яким поганим плавцем була Сондра, і як вона ледь не потонула, коли вони познайомились. Раптом виходить мокра Сондра і весело посміхається. Вона розповідає поліції про вбивство, яке скоїв Пітер і як він намагався вбити її (вона була добрим плавцем і прикидалась, щоб познайомитись з ним).
Передостання сцена фільму відбувається ще в редакції. Редактор, який раніше відмовився друкувати статтю Сондри, тепер хвалить її за блискуче розслідування, яке вона провела. Однак, ми розуміємо, що Сондра не дозволить надруквати статтю, можливо з романтичних причин. Редактор розповідає як Лайман здійснив вбивство, крок за кроком.
Фінальна сцена фільму показує Сіда, тепер він сам пасажир на судні Смерті, і показує ті ж фокуси, які робив за життя для своїх глядачів.

## Ролі виконували
- Скарлетт Йогансон — Сондра Пранскі
- Г'ю Джекмен — Пітер Лайман
- Вуді Аллен — Сід Вотерман
- Іян Макшейн — Джо Стромбел
- Чарльз Денс — Містер Малкольм
- Рамона Гарай — Вівіан
- Кевін МакНеллі — Майк Трінслі
- Джуліан Гловер — Лорд Лайман
- Вікторія Гамільтон — Жан
- Фенелла Вулгар — Джейн Кук
- Ентоні Гед — детектив

## Цікаві Факти
- Це другий поспіль фільм Вуді Аллена, знятий в Лондоні за участю Скарлет Йохансон. Аллен був настільки захоплений грою актриси в своєму попередньому фільмі «Матч-поінт», що написав сценарій «Сенсації» спеціально для неї.
- Зйомки почалися 28 липня 2005 року.
- Вуді Аллен охарактеризував свій фільм як «легку комедію про секс, кохання, підозри і вбивства».
- Реліз фільму в США відбувся 28 липня 2006 року, рівно через рік після початку зйомок.
- Фільм був у числі найбільш ймовірних конкурсантів Каннського фестивалю 2006 року, проте не потрапив у програму — згідно з офіційною заявою — через технічну неготовність.
- Бюджет фільму склав 4 мільйони доларів. Касові збори у США перевищили 10 мільйонів доларів. Загальні збори «Сенсації» наприкінці листопада 2006 року перевищили 26 млн доларів.
- У вступних титрах звучить музика Чайковського з балету «Лебедине озеро» («Танець маленьких лебедів»).
- У фінальних титрах звучить композиція Едварда Гріга «У печері гірського короля».
- Мобільний телефон Сіда Motorolla V180.